# Kenneth Arthur Noel Anderson

General Sir Kenneth Arthur Noel Anderson, KCB, MC (25. december 1891 – 29. april 1959) var officer i British Army både under 1. og 2. verdenskrig. Han huskes mest som chef for 1. britiske armé under Operation Torch, de allieredes invasion i Nordafrika. Han var reserveret af natur og tragtede ikke efter popularitet hverken hos sine overordnede eller offentligheden. Eisenhower skrev, at han var "direkte, til tider næsten grov". Som følge heraf er han meget mindre kendt end mange af sine samtidige. Han klarede et vanskeligt felttog mere kompetent end hans kritikere påstår, men kompetence uden flair var ikke godt nok, når man var hærchef i 1944.

## Tidlige år og 1. verdenskrig
Anderson blev født i Britisk Indien som søn af en skotsk jernbaneingeniør og fik sin uddannelse på Charterhouse School og Royal Military College, Sandhurst inden han blev udnævnt til sekondløjtnant i Seaforth Highlanders september 1911. Under 1. verdenskrig gjorde han tjeneste i Frankrig, hvor han udmærkede sig. Han fik tildelt Military Cross for tapperhed i kamp og blev såret på førstedagen af Slaget ved Somme, 1. juli 1916. Motivationen for hans MC lød:
For påfaldende tapperhed. Kaptajn Anderson blev alvorligt såret foran en fjendtlig skyttegrav i første linje. Han forsøgte at kæmpe videre, men kunne ikke trænge videre frem, da det ene af hans ben var brækket. Trods det fortsatte han, udsat for kraftig beskydning, med at dirigere og opildne sine mænd.

Det tog han 18 måneder at komme sig over de sår han fik, inden han igen sluttede sig til sit regiment i Palæstina i tide til at fejre sejren. Han blev udnævnt til fungerende major i maj 1918 og vendte tilbage til at være kaptajn i juli 1919.
I 1918 giftede Anderson sig med Kathleen Gamble. Hun var eneste datter af Sir Reginald Arthur Gamble og dennes hustru Jennie. Hendes bror var (fungerende) kaptajn Ralph Dominic Gamble MC, Coldstream Guards.

## Karriere i mellemkrigsårene
Hans karriere i mellemkrigsårene var aktiv. Han fungerede som adjutant i Scottish Horse fra 1920-24 og blev forfremmet til major undervejs.  Han gik på Command and Staff College kurset i Quetta, hvor han tilsyneladende ikke klarede sig godt. Hans overordnede, generalmajor Sir Percy Hobart, mente, at "det er tvivlsomt om han havde kapaciteten til at udvikle sig meget."  Andre stabsrådgivere havde også betænkeligheder, men "håbede han måtte slå til."  Anderson fik eksamen fra Staff College, Camberley, i 1928 hvorefter han overtog en stabspost (GSO2) i 50. infanteri division. I 1930 blev Anderson forfremmet til oberstløjtnant og som 38-årig havde han kommandoen over 2. bataljon af the Seaforths i Indiens nordvestlige grænseområde (nu Pakistan), hvor han blev omtalt i depecher, og som oberst fik han kommandoen over 152. (Seaforth and Cameron) infanteribrigade i august 1934. Stadig som oberst blev han udpeget til en stabspost (GSO1) i marts i Indien og i januar 1938 blev han udpeget til fungerende brigadegeneral med kommandoen over 11. infanteribrigade, som han trænede hårdt, på trods af utilstrækkeligt udstyr.

## 2. verdenskrig
Det var som chef for 11. brigade at Anderson gjorde tjeneste i British Expeditionary Force i Frankrig. Da Montgomery blev forfremmet til at lede 2. korps under evakueringen fra Dunkerque, valgte den afgående chef for 2. korps Alan Brooke Anderson til at overtage ledelsen af Montgomerys  3. infanteridivision.
Da han kom tilbage til Storbritannien efter evakueringen blev Anderson forfremmet til generalmajor og udnævnt til Companion of the Order of the Bath (CB). Han blev chef for 1. infanteridivision som fik til opgave at forsvare kysten i Lincolnshire inden han blev forfremmet til generalløjtnant i 1941 og fik først kommandoen over 8. korps og senere 2. korps før han blev øverstkommanderende for Eastern Command i 1942.
Trods hans manglende erfaring i at lede store enheder i kamp fik Anderson overdraget ledelsen af 1. armé efter Edmond Schreiber, som havde fået en nyresygdom og ikke blev anset for rask nok til aktiv tjeneste i hærens planlagte deltagelse i Operation Torch. Det første valg til at erstatte Schreiber (Harold Alexander) var næsten straks blevet udvalgt til at erstatte Claude Auchinleck som øverstkommanderende i Mellemøsten i Kairo og hans afløser, Bernard Montgomery, blev også sendt til den vestlige ørken for at lede den 8. armé efter at William Gott var blevet dræbt. Anderson blev derfor den 4. chef på blot en uge.
Efter landsætningerne i Torch var Anderson ivrig efter hurtigt at rykke gennem Algeriet til Tunesien - selv om en stor del af hans tropper og udstyr endnu ikke var ankommet - for at komme en besættelse fra Aksemagterne i forkøbet efter at den vickyfranske administration var brudt sammen. Hans tilgængelige styrke, som på dette tidspunkt ikke udgjorde meget mere end en division, blev i slutningen af 1942 involveret i et kapløb om at nå Tunis inden aksemagterne kunne nå at opbygge deres styrker og indlede et modangreb. Dette lykkedes ikke, om end enheder fra hans styrke nåede frem til 25 km fra Tunis inden de blev trængt tilbage.
Efterhånden som yderligere allierede styrker ankom til fronten led de under manglende koordination. Til sidst besluttede Eisenhower i slutningen af januar 1943 at franskmændene skulle underlægge deres nyformerede 19. korps under Andersons 1. armé, og gav ham også ansvar for den overordnede "indsættelse af amerikanske tropper", nærmere bestemt 2. amerikanske korps under kommando af general Lloyd Fredendall. Imidlertid var kontrol stadig en svær opgave med styrker spredt ud over en front på over 300 km, og dårlige forbindelseslinjer (Anderson rapporterede, at han kørte over 1600 km i bil over fire dage for at tale med sine korpschefer).  Det lykkedes heller ikke for Anderson og Fredendall fuldt ud at koordinere og integrere de styrker, som var under deres kommando.  Deres underordnede mindedes senere den totale forvirring over at få modstridende ordrer, og ikke vide hvilken general de skulle adlyde - Anderson eller Fredendall.  Mens Anderson privat var forfærdet over Fredendalls mangler, lod han til at være paralyseret af behovet for at opretholde en forenet allieret front, og bragte aldrig sin karriere på spil ved kraftigt at protestere (eller true med at tage sin afsked) over, hvad mange af hans egne amerikanske underordnede betragtede som en uholdbar kommandostruktur.
2. amerikanske korps led senere et alvorligt tilbageslag i Slaget ved Kasserine Passet, hvor generalfeltmarskal Erwin Rommel indledte en vellykket offensiv mod mod de allierede styrker, og først nedkæmpede de franske styrker som forsvarede en central del af fronten, og derpå drev det 2. amerikanske korps på flugt i syden. Mens størstedelen af skylden var Fredendalls, blev der også sået alvorlig tvivl om Andersons evner som general blandt både britiske og amerikanske hærchefer.  Da Fredendall fraskrev sig ethvert ansvar for, at det dårligt udrustede franske 19. korps dækkede den udsatte centrale del af den tunesiske front, og afslog deres anmodning om støtte, lod Anderson denne anmodning være uopfyldt.  Anderson fik også kritik for at have afslået Fredendalls anmodning om at måtte trække sig tilbage til en forsvarslinje efter det indledende angreb, for at kunne omgruppere sine styrker, hvilket tillod tyske kampvognsenheder at løbe mange amerikanske stillinger i syd over ende.  Hertil kom, at chefen for den amerikanske 1. pansrede division heftigt argumenterede imod at give hans divisions tre kampgrupper individuelle opgaver, som Anderson havde forlangt, hvilket han mente ville udvande divisionens kampkraft og føre til store tab.
Især de amerikanske generaler Ernest N. Harmon og George S. Patton havde ikke store tanker om Andersons evne til at styre store styrker i kamp. Generalmajor Harmon havde været i Thala på grænsen til Algeriet, og set den stædige modstand fra den britiske Nickforce, som holdt den vigtige vej, som førte ind i Kasserine Passet overfor kraftigt pres fra den tyske 10. panserdivision, som var under Rommels direkte kommando. Nickforce var under kommando af brigadegeneral Cameron Nicholson, en effektiv leder i kamp, som holdt sammen på sine resterende styrker under uophørligt tysk pres. Da den amerikanske 9. infanteridivisions artilleri ankom til Thala efter en fire dage lang, 1.300 km lang rejse, virkede det som en gave fra guderne på Harmon. Af uforklarlige årsager blev 9. infanteridivision af Anderson beordret til at overlade Thala til fjenden og trække sig tilbage til landsbyen Le Kef 80 km borte, for at forsvare sig mod et forventet tysk angreb. Nicholson tryglede chefen for det amerikanske artilleri, brigadegeneral Stafford LeRoy Irwin, om at ignorere Andersons ordre og blive.  Harmon var enig med Nicholson og befalede: “Irwin, du bliver her!".  9. infanteris artilleri blev, og dens 48 kanoner lod et helt års tildeling af granater (fredstid) regne ned over tyskerne, som blev stoppet på stedet. Da de ikke kunne trække sig tilbage under den uophørlige beskydning trak Afrikakorpset sig til sidst tilbage efter mørkets frembrud.  Efter nederlaget ved Thala besluttede Rommel at afslutte sin offensiv.

Mens de allierede og aksemagterne opbyggede deres styrker i Tunesien, blev 18. armegruppe etableret i februar 1943 under Harold Alexander for at styre alle allierede styrker i Tunesien.  Alexander ønskede at udskifte Anderson med Oliver Leese, en af korpscheferne i 8. armé, og Montgomery mente, at Leese var parat til sådan en forfremmelse, og skrev den 17. marts 1943 til Alexander: "Deres telegram om  Leese. Han har været gennem en meget omfattende træning her og har lært sine sager godt. Jeg tror, at han er helt klar til at overtage kommandoen over 1. armé." Alexander skiftede senere mening og skrev til Montgomery den 29. marts, at "Jeg har overvejet hele situationen meget omhyggeligt - Jeg vil ikke bringe uro i tingene på dette tidspunkt."  Det lykkedes Anderson at beholde sin post, og han klarede sig godt under den resterende del af felttoget i maj 1943, hvor allierede styrker vandt sejr og aksestyrkernes betingelsesløse overgivelse, hvoraf 125.000 var tyske. Hans rang af generalløjtnant blev gjort permanent i juli 1943, og han blev udnævnt til KCB i august.  Eisenhower, hans overordnede, havde efter at have observeret Andersen i aktion bemærket at han "studerede det skrevne ord indtil han praktisk taget brænder gennem papiret", men senere skrev han om han, at han var 
| Citat | ...en modig skotte, helliget pligten og absolut uselvisk. Ærlig og ligefrem, han var direkte, til tider på randen af det uhøflige, og dette karaktertræk, underligt nok, lod til i højere grad at bringe ham på kant med sine britiske kolleger end med amerikanerne. Hans egentlige svaghed var skyhed. Han var ikke populær, men jeg havde ægte respekt for hans fighterinstinkt. Selv hans mest indædte kritiker må have svært ved at bortforklare den fuldstændige sejr han til sidst opnåede i Tunesien. | Citat |
|       | |       |

Anderson var den første modtager af den amerikanske Legion of Merit af graden Chief Commander, for sin indsats som chef for 1. armé i Nordafrika. Han fik sin udmærkelse den 18. juni 1943.
Da han vendte tilbage til Storbritannien fra Tunis, fik han først kommandoen over 2. armé under forberedelserne til landgangen i Normandiet, men kritikken fra Alexander og Montgomery (som i marts 1943 havde skrevet til Alexander: "... det er åbenlyst at Anderson er komplet uegnet til at lede en hvilken som helst armé" og senere beskrev ham som "en god almindelig kok") var blevet hørt, og i januar 1944 blev han udskiftet med Miles Dempsey.  Anderson fik overdraget Eastern Command,, hvilket blev set som en degradering.  Hans karriere i felten var ovre og hans sidste rent militære post var som øverstkommanderende i Østafrika.

## Efter 2. verdenskrig
Efter krigen var han militær øverstkommanderende og guvernør af Gibraltar, hvor hans mest bemærkelsesværdige indsats bestod i at bygge nye huse til at afhjælpe de dårlige indkvarteringsforhold, samt gennemføre de forfatningsmæssige ændringer, som blev grundlag for et lovgivende råd. Han blev forfremmet til general i juli 1949, og tog sin afsked i juni da han blev ridder af den Britiske Johanniterorden og boede fortrinsvis i Sydfrankrig. Hans sidste år var fyldt med tragedier. Hans eneste søn døde i kamp i Malaya, og hans datter døde efter lang sygdom. Anderson selv døde af lungebetændelse i Gibraltar i 1959.

## Æresbevisninger
- Knight Commander of the Order of the Bath, 5. august 1943 (CB 11. juli 1940)
- Military Cross, 22. september 1916
- Chief Commander, Legion of Merit (U.S.A.), 10. august 1943
- Omtalt i depecher, 6. maj 1932, 26. juli 1940
- Commandeur, Légion d'Honneur (Frankrig)
- Croix de Guerre med palmeblade (Frankrig)
- Storkors af Ordre du Ouissam El Alaouite (Marokko)
- Storkors af Nichan Iftikhar (Tunesien)
- Storkors Star of Ethiopia, 14. oktober 1949
- Ridder af Britiske Johanniterorden, 4. januar 1952

## Eksterne kilder
- British Army Officers 1939-1945

| Militære embeder                | Militære embeder                    | Militære embeder                      |
| ------------------------------- | ----------------------------------- | ------------------------------------- |
| Foregående: Harold Alexander    | 1. infanteridivision                | Efterfølgende: Edwin Morris           |
| Foregående: Harold Franklyn     | 8. korps                            | Efterfølgende: Arthur Grassett        |
| Foregående: Edmund Osborne      | 2. korps                            | Efterfølgende: Sir James Steele       |
| Foregående: Laurence Carr       | GOC-in-C Eastern Command            | Efterfølgende: Sir James Gammell      |
| Foregående: Edmond Schreiber    | 1. armé                             | Efterfølgende: Posten nedlagt         |
| Foregående: Ny post             | 2. armé                             | Efterfølgende: Miles Dempsey          |
| Foregående: Sir James Gammell   | GOC-in-C Eastern Command            | Efterfølgende: Sir Alan Cunningham    |
| Foregående: Sir William Platt   | GOC East Africa Command             | Efterfølgende: William Dimoline       |
| Efterfulgte: Sir Ralph Eastwood | Guvernør over Gibraltar 1947 - 1952 | Efterfulgtes af: Sir Gordon MacMillan |